# Oxyscelio shakespearei
Oxyscelio shakespearei är en stekelart som först beskrevs av Girault 1926.  Oxyscelio shakespearei ingår i släktet Oxyscelio och familjen Scelionidae. Inga underarter finns listade i Catalogue of Life.